# Symfoni nr 4 Ess-dur, WAB 104
Symfoni nr 4 Ess-dur, WAB 104 av Anton Bruckner är en av tonsättarens populäraste verk och skrevs år 1874. Bruckner gjorde två revideringar av verket: en från 1878-1880 och en sista från 1887-1888. 

## Orkesterbesättning
- 2 flöjter
- 2 oboer
- 2 essklarinetter
- 2 fagotter
- 4 valthorn i F
- 3 trumpeter i ess
- 3 tromboner
- Pukor i bess och ess
- Stråkar

Från 1878-versionen framåt finns det en bastuba med i orkesterbesättningen. Utgåvan från 1889 inkluderar även en tredje flöjt, en piccolo, en tredje puka i F och ett par cymbaler.

## Satser
Version 1 (1874)
- I. Allegro
- II. Andante quasi Allegretto
- III. Scherzo. Sehr schnell; Trio. Im gleichen Tempo
- IV. Finale. Allegro moderato

Version 2 (1878-1880)
- I. Bewegt, nicht zu schnell
- II. Andante quasi Allegretto
- III. Scherzo. Bewegt; Trio. Nicht zu schnell. Keinesfalls schleppend
- IV. Finale. Bewegt, doch nicht zu schnell

Version 3 (1887-1888)
- I. Ruhig bewegt. 'Allegro molto moderato.'
- II. Andante
- III. Scherzo. Bewegt; Trio. Gemächlich.
- IV. Mässig bewegt.